# Informatica in Unione Sovietica

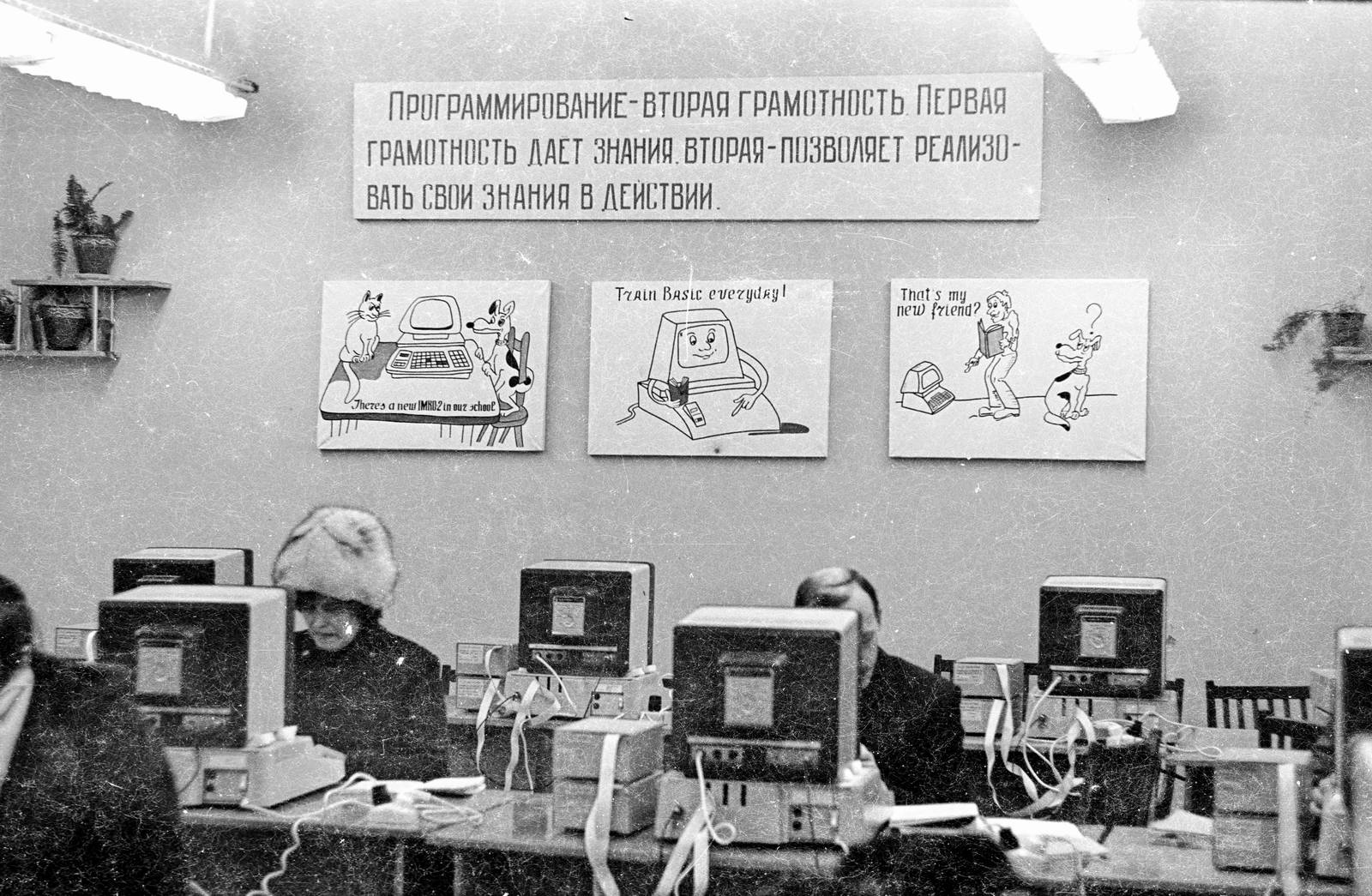
Lezione di informatica presso la Scuola n. 2 di Čkalovskij, 1985-1986.

La storia dell'informatica nell'Unione Sovietica iniziò alla fine degli anni quaranta, quando il paese iniziò a sviluppare il MESM presso l'Istituto di elettrotecnica di Kiev. Una prima opposizione ideologica alla cibernetica nell'Unione Sovietica fu superata durante il governo di Nikita Chruščëv e la produzione di computer fu ufficialmente incoraggiata nel corso del disgelo.
All'inizio degli anni settanta, il lavoro non coordinato dei ministeri del governo aveva lasciato all'industria dei computer sovietica priva di standard comuni in termini di periferiche e capacità digitale, il che causava un significativo ritardo tecnologico rispetto ai produttori occidentali. Il governo sovietico decise quindi di abbandonare lo sviluppo di progetti originali a favore di copie di sistemi occidentali.
All'industria sovietica mancava la tecnologia per produrre in serie computer con standard di qualità accettabili e le copie fabbricate localmente di hardware occidentale erano spesso inaffidabili. Man mano che i personal computer si diffondevano nelle industrie e uffici in Occidente, il ritardo tecnologico dell'URSS divenne sempre più evidente.
Quasi tutti i produttori di computer sovietici cessarono le operazioni dopo la dissoluzione dell'Unione Sovietica. Le poche aziende sopravvissute negli anni novanta utilizzarono componenti straniere e non raggiunsero mai grandi volumi di produzione.

## Storia

### Periodo stalinista
Nel 1936, un computer analogico noto come "integratore d'acqua" (in russo Гидравлический интегратор?, Gidravličeskij integrator) fu progettato da Vladimir Lukjanov ed è stato il primo calcolatore al mondo a risolvere equazioni differenziali alle derivate parziali. 
L'Unione Sovietica iniziò a sviluppare computer digitali dopo la seconda guerra mondiale. Il primo calcolatore elettronico universalmente programmabile nell'Europa continentale è stato creato da un team di scienziati diretto da Sergej Lebedev presso l'Istituto di elettrotecnica di Kiev, RSS Ucraina. Il computer, noto come MESM (in russo МЭСМ - Малая Электронно-Счетная Машина?, Malaja Elektronno-Sčetnaja Mašina, lett. "Piccola macchina calcolatrice elettronica"), divenne operativo nel 1950. Le valvole termoioniche utilizzate per realizzarlo erano state fornite dalle fabbriche di radio.
Durante il periodo stalinista, i funzionari sovietici erano scettici o ostili verso i computer e la retorica della propaganda governativa descriveva la cibernetica come un tentativo capitalista di minare ulteriormente i diritti dei lavoratori. Nel 1950, il settimanale sovietico Literaturnaja Gazeta pubblicò un articolo fortemente critico nei confronti del matematico statunitense Norbert Wiener e del suo libro La cibernetica: Controllo e comunicazione nell'animale e nella macchina, descrivendolo come uno dei "ciarlatani e oscurantisti che i capitalisti sostituiscono ai veri scienziati". Dopo la pubblicazione dell'articolo, il suo libro fu rimosso dalle biblioteche degli istituti di ricerca sovietici. 
Il primo computer di grandi dimensioni, il BESM -1, è stato assemblato a Mosca presso l'Istituto Lebedev di meccanica di precisione e ingegneria informatica. Il lavoro sovietico sui computer fu reso pubblico per la prima volta alla Conferenza di Darmstadt (Germania Ovest) nel 1955.

### Disgelo di Chruščëv

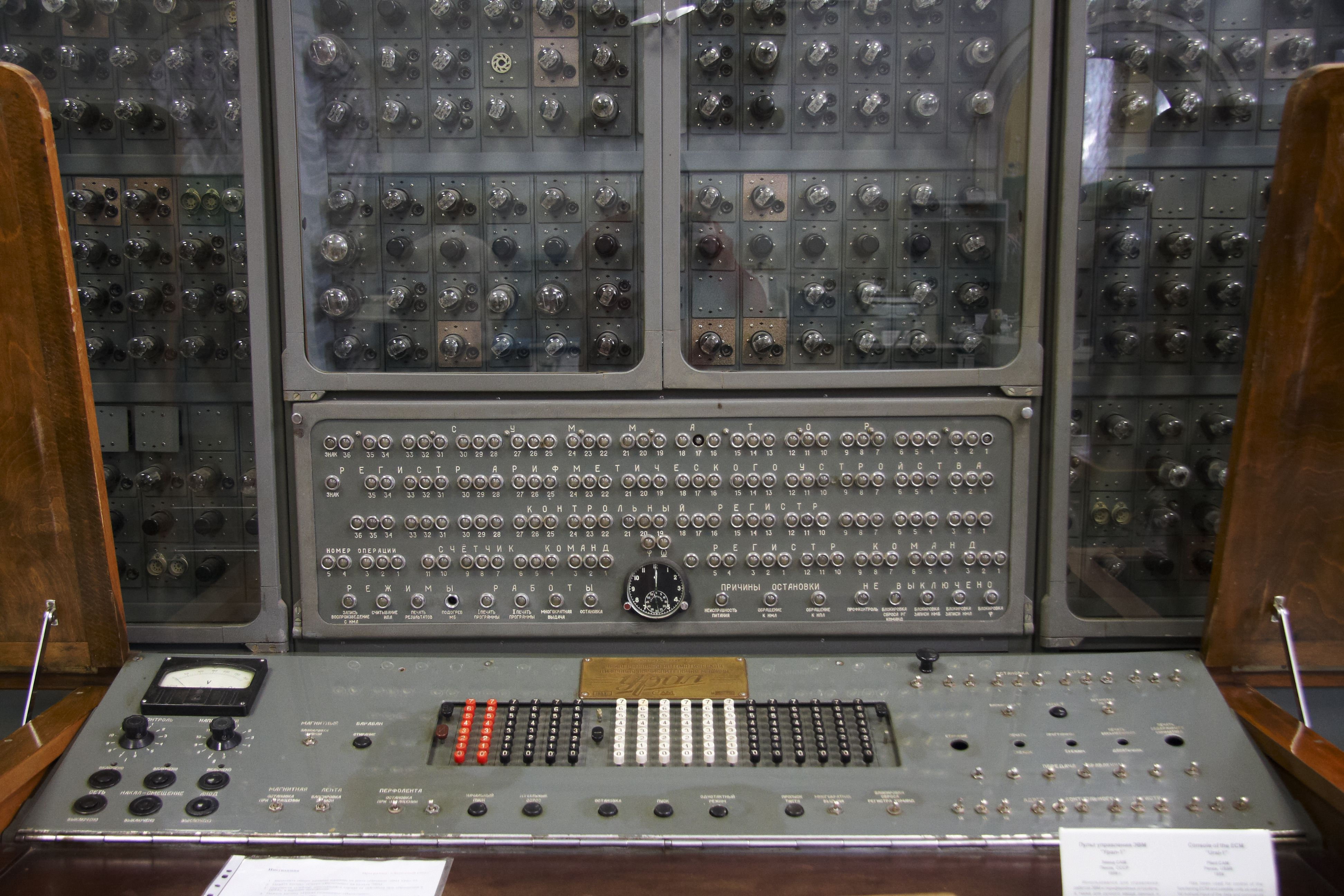
Unità di controllo dell'Ural-1.

Come negli Stati Uniti d'America e in altri paesi occidentali, i primi calcolatori erano destinati a calcoli scientifici e militari. I sistemi di elaborazione automatica dei dati fecero il loro debutto a metà degli anni cinquanta con i sistemi Minsk e Ural, entrambi progettati dal Ministero della tecnologia radio. Anche il Ministero della realizzazione di strumenti entrò nel campo informatico con il sistema ASVT, basato sul minicomputer PDP-8 dell'americana Digital Equipment Corporation.
Il computer Strela, commissionato nel dicembre del 1956, eseguì i calcoli per la missione Vostok 1 di Jurij Gagarin. Lo Strela è stato progettato dall'Ufficio di progettazione speciale 245 (SKB-245) del Ministero della costruzione di strumenti. Il capo progettista dello Strela J. Bazilevskij fu premiato con il titolo di Eroe del lavoro socialista per il suo lavoro sul progetto Setun, un calcolatore ternario sperimentale progettato e prodotto nel 1959.
Il disgelo di Nikita Chruščëv allentò i limiti ideologici stalinisti e nel 1961 il governo incoraggiò la costruzione di fabbriche di computer. I modelli Mir-1, Mir-2 e Mir-3 furono prodotti negli anni sessanta presso l'Istituto di cibernetica di Kiev. Nello stesso periodo, Victor Gluškov iniziò il suo lavoro sul sistema OGAS, una rete di computer gerarchica in tempo reale e decentralizzata, ma il progetto non fu mai completato. Durante i primi anni sessanta, le fabbriche sovietiche iniziarono a produrre computer a transistor.
All'epoca, l'ALGOL era il linguaggio di programmazione più comune nei centri di calcolo sovietici. L'ALGOL 60 è stato utilizzato con numerose varianti domestiche, tra cui ALGAMS, MALGOL e Alpha. L'ALGOL rimase il linguaggio più popolare per l'insegnamento universitario negli anni settanta.
Il MINSK-2 era un computer digitale a stato solido entrato in produzione nel 1962 e di cui la CIA cercò di ottenere un modello. Il BESM-6, introdotto nel 1965, operava a circa 800 KIPS in base al benchmark Gibson Mix, un numero dieci volte superiore a qualsiasi altro computer sovietico prodotto in serie in quel periodo, e simile nelle prestazioni al CDC 3600. Dal 1968 al 1987 ne furono prodotte 355 unità. Con pipeline dati, interleaving di memoria e traduzione di indirizzi virtuali, il BESM-6 era avanzato per l'epoca ma meno noto del MESM.
Il Ministero dell'industria elettronica fu istituito nel 1965, ponendo fine al primato del Ministero della tecnologia radio nella produzione di computer. L'anno seguente, l'Unione Sovietica firmò un accordo di cooperazione con la Francia per condividere la ricerca nel campo dell'informatica dopo che gli USA avevano impedito al governo francese di acquistare un mainframe CDC 6600. Nel 1967, fu lanciato il progetto "Sistema unificato di calcolatori elettronici" (ES EVM) per sviluppare un computer general-purpose con gli altri paesi del Comecon.
La Sojuz 7K-L1 è stato il primo veicolo spaziale pilotato sovietico con un computer digitale di bordo, l'Argon-11S. La costruzione del calcolatore fu completata nel 1968 dall'Istituto di ricerca scientifica delle macchine elettroniche. Secondo Piers Bizony, la mancanza di potenza di calcolo è stato un fattore nel fallimento del programma lunare sovietico con equipaggio.

### Anni settanta

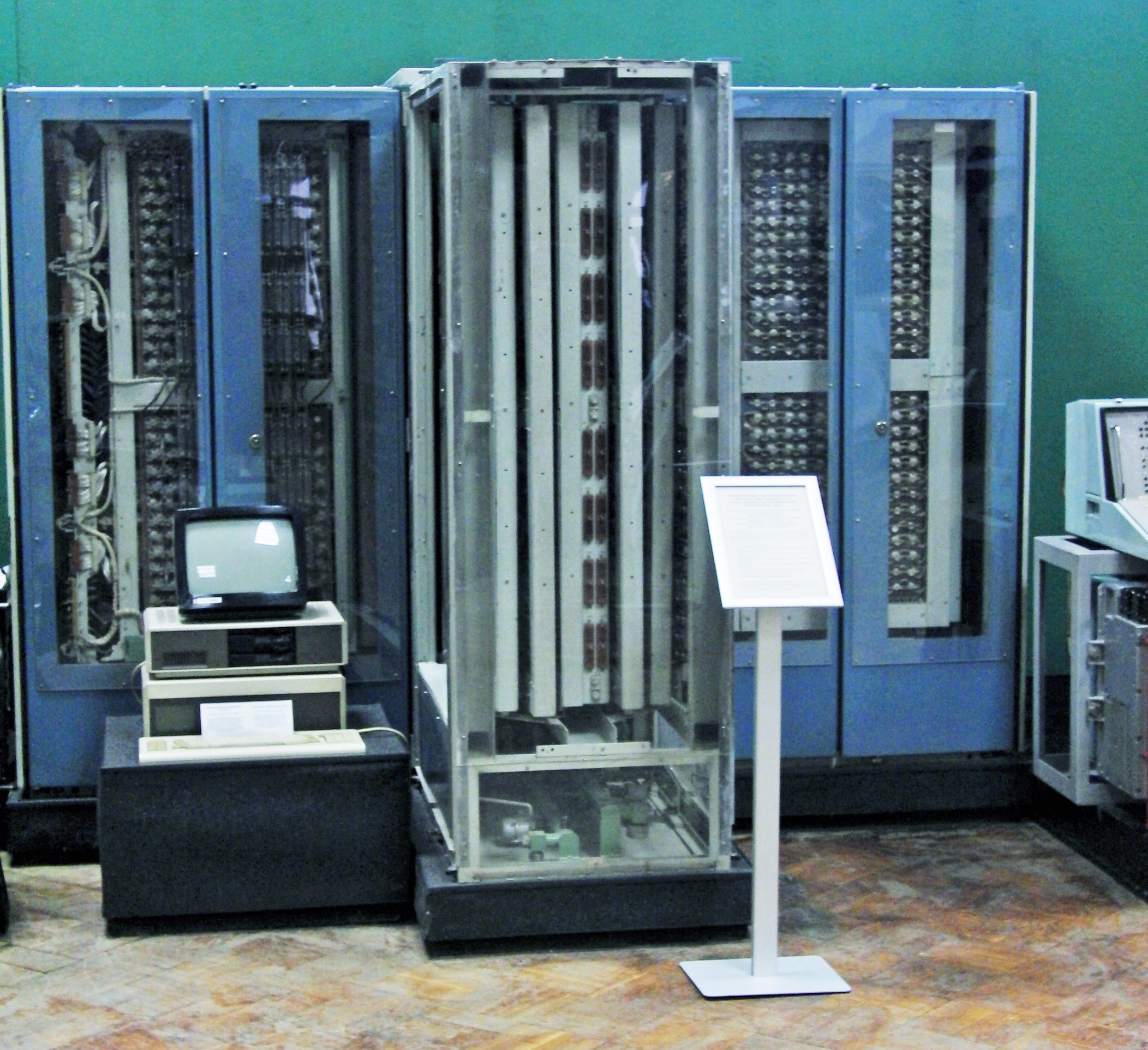
Computer Elbrus nel Museo Politecnico di Mosca.

All'inizio degli anni settanta, la mancanza di standard comuni nelle periferiche e nella capacità digitale portarono ad un significativo ritardo tecnologico rispetto ai produttori occidentali. Le limitazioni hardware costrinsero i programmatori sovietici a scrivere programmi in linguaggio macchina fino agli inizi degli anni settanta. Gli utenti dovevano mantenere e riparare il proprio hardware, e le modifiche locali rendevano difficile (o impossibile) la condivisione di software, anche tra macchine simili.
Il governo sovietico decise di porre fine allo sviluppo originale del settore, incoraggiando la pirateria dei sistemi occidentali. Venne presa in considerazione una partnership con l'International Computers Limited, con sede nel Regno Unito, ma alla fine la proposta fu respinta. Il mainframe ES EVM, lanciato nel 1971, era basato sul sistema IBM 360. La copia era possibile perché, nonostante l'IBM 360 fosse protetto da un certo numero di brevetti, l'azienda americana aveva pubblicato una descrizione dell'architettura del sistema (consentendo la creazione di macchine concorrenti).
L'Accademia delle scienze dell'URSS, che era stata uno dei protagonisti nello sviluppo dell'informatica sovietica, non poteva competere con l'influenza politica dei ministeri ed era relegata ad un ruolo di monitoraggio. La ricerca e lo sviluppo dell'hardware divennero una responsabilità degli istituti di ricerca collegati ai ministeri. All'inizio degli anni settanta, con la tecnologia dei chip sempre più rilevante per le applicazioni di difesa, Zelenograd emerse come il centro dell'industria sovietica dei microprocessori; furono inoltre importati progetti di tecnologia straniera.
Il nono piano quinquennale (1971-1975) approvò una versione ridotta del precedente progetto OGAS e la rete EGSVT, che doveva collegare i settori più alti dei dipartimenti di pianificazione e delle amministrazioni. Tuttavia, la scarsa qualità dei sistemi telefonici sovietici impediva la trasmissione e l'accesso remoti dei dati.
Nel 1973, Lebedev si dimise dal suo ruolo di direttore dell'Istituto di meccanica di precisione e ingegneria informatica e fu sostituito da Vsevolod Burtsev, che promosse lo sviluppo della serie di supercomputer Elbrus.
Nello spirito della distensione, nel 1974 l'amministrazione Nixon decise di allentare le restrizioni all'esportazione sull'hardware dei computer e portò la potenza di calcolo consentita a 32 milioni di bit al secondo. Nel 1975, l'Unione Sovietica ordinò dei computer alla IBM per il controllo e la gestione dei processi da usare nell'azienda statale di camion Kamaz. I sistemi IBM furono acquistati anche per la Inturist per creare un sistema informatico di prenotazione prima dei Giochi della XXII Olimpiade del 1980.

### Primi anni ottanta

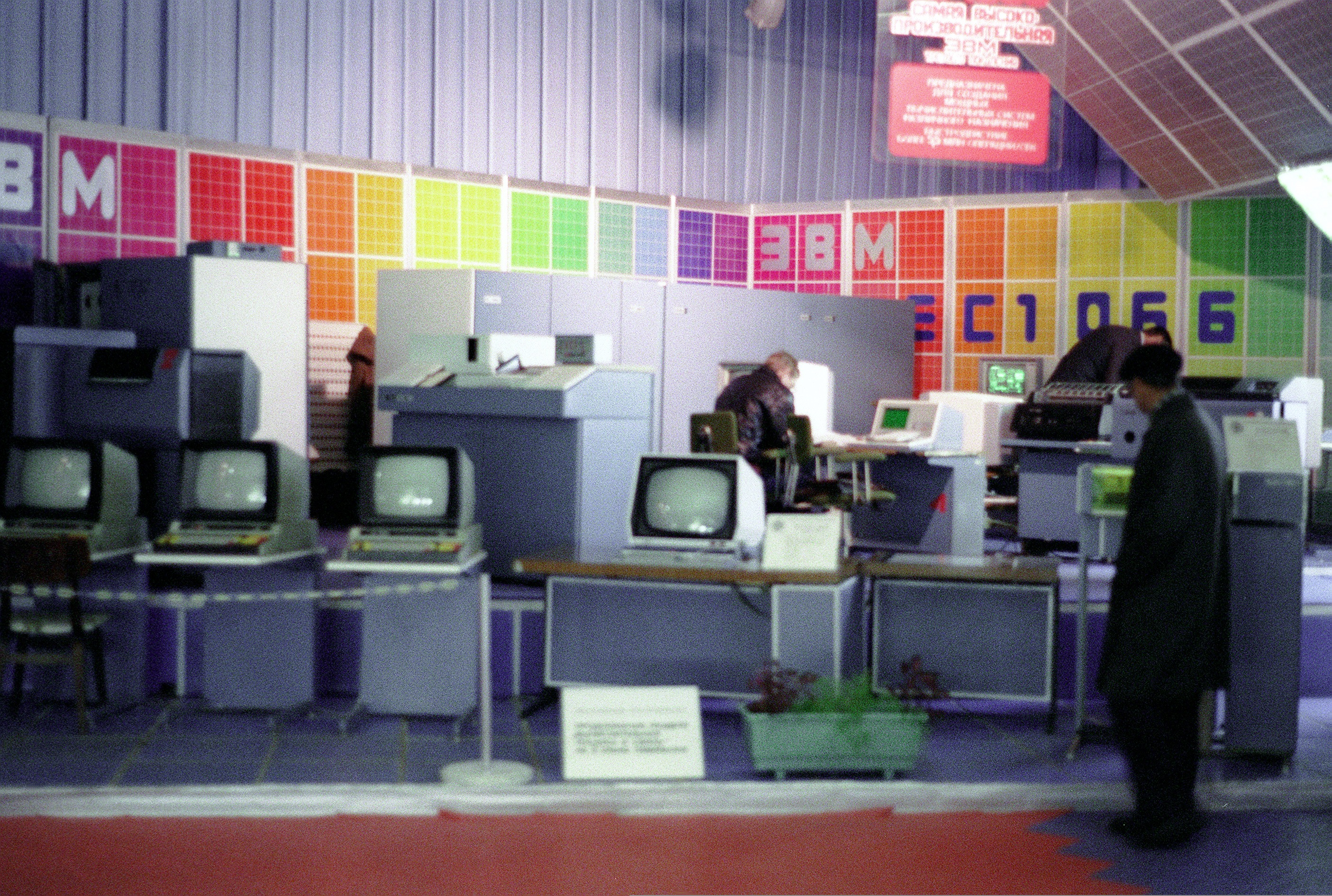
Computer sovietici nel 1985.

L'industria informatica sovietica continuò a ristagnare negli anni ottanta. Mentre i personal computer si diffondevano negli uffici e nelle industrie degli USA e della maggior parte dei paesi occidentali, l'URSS non riuscì a tenere il passo Nel 1989, vi erano oltre 200 000 computer nel paese. Nel 1984 l'Unione Sovietica aveva circa 300 000 programmatori formati che tuttavia non avevano abbastanza strumenti per essere produttivi.
Sebbene il Ministero della tecnologia radio fosse il principale produttore di computer sovietici nel 1980, la leadership del ministero vide lo sviluppo di un prototipo di personal computer con profondo scetticismo e pensò che un computer non avrebbe mai potuto essere "personale". L'anno seguente, quando il governo sovietico adottò una risoluzione per sviluppare la tecnologia dei microprocessori, l'atteggiamento del ministero cambiò.
La diffusione dei sistemi informatici nelle società sovietiche fu altrettanto lenta, con un terzo degli impianti sovietici con più di 500 lavoratori che avevano accesso a un computer mainframe nel 1984 (rispetto a quasi il 100% negli Stati Uniti). Il successo dei dirigenti sovietici era misurato in base a quanto fossero in grado di raggiungere gli obiettivi del piano quinquennale e i computer rendevano più difficile modificare i calcoli contabili in modo da falsificare i risultati; le aziende dotate di sistemi informatici parvero quindi andare peggio di quelle senza.
Un movimento di appassionati di informatica per hobby emerse in Unione Sovietica all'inizio degli anni ottanta, attingendo dall'esperienza di radioamatori e appassionati di elettronica. Nel 1978, tre dipendenti dell'Istituto di ingegneria elettronica di Mosca costruirono un prototipo di computer basato sul nuovo microprocessore KR580IK80 e lo chiamarono Micro-80. Dopo aver fallito nell'attirare l'attenzione da parte dei ministeri, pubblicarono gli schemi sulla rivista Radio e il Micro-80 divenne il primo computer sovietico fai-da-te. L'iniziativa ebbe successo (anche se i chip necessari potevano essere acquistati soltanto sul mercato nero), portando allo sviluppo del Radio-86RK e numerosi altri progetti informatici.
La pirateria era particolarmente comune nel settore software, dove erano diffuse copie di applicazioni occidentali. Le agenzie di intelligence americane, dopo aver appreso gli sforzi della pirateria sovietica, inserirono dei bug nei software copiati che provocarono in seguito catastrofici malfunzionamenti nei sistemi industriali dell'URSS. Uno di questi bug causò un'esplosione in un gasdotto siberiano nel 1982, dopo che le impostazioni della pompa e della valvola erano state modificate per produrre pressioni ben oltre la tolleranza dei giunti e delle saldature. L'esplosione non causò vittime, ma portò a significativi danni economici.
Nel luglio 1984 furono revocate le sanzioni del Comitato di coordinamento per il controllo multilaterale sulle esportazioni (COCOM) che vietavano l'esportazione di numerosi computer desktop comuni nell'Unione Sovietica; allo stesso tempo, la vendita di computer di grandi dimensioni fu ulteriormente limitata. Nel 1985 l'Unione Sovietica acquistò oltre 10 000 computer MSX dalla Nippon Gakki.

### Perestrojka

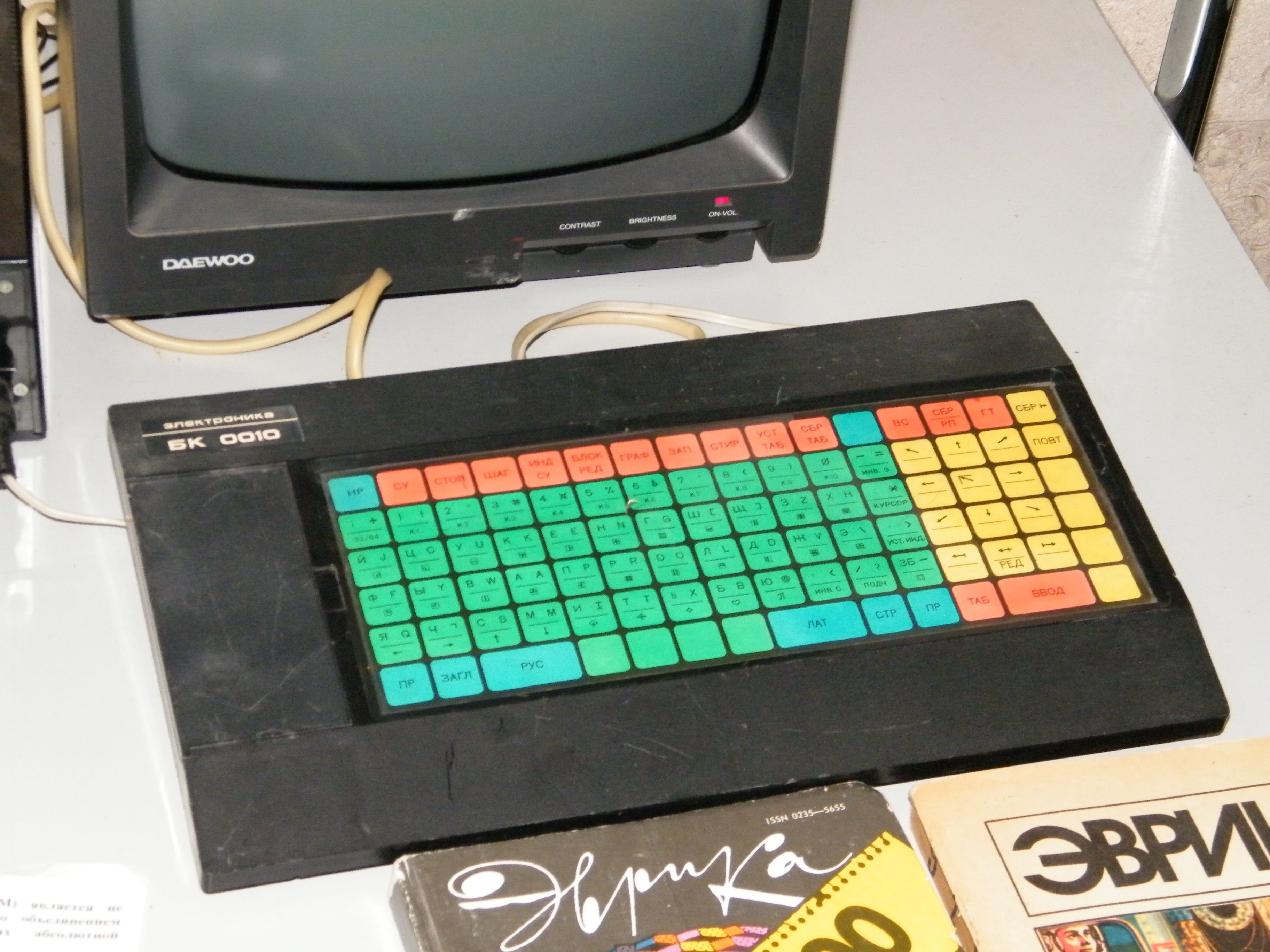
Il BK-0010, il computer domestico sovietico più prodotto.

Un programma per aumentare l'alfabetizzazione informatica nelle scuole sovietiche fu una delle prime iniziative annunciate da Michail Gorbačëv dopo essere salito al potere nel 1985.Durante quell'anno, l'Elektronika BK-0010 fu il primo personal computer sovietico di uso comune nelle scuole e concepito per essere un bene di consumo. Fu l'unico personal computer sovietico ad essere prodotto in più di qualche migliaio di unità.
Tra il 1986 ed il 1988, le scuole sovietiche ricevettero 87 808 computer su un totale previsto di 111 000 unità. Circa  60 000 erano BK-0010, come parte dei sistemi informatici KUVT-86.
Sebbene le copie dell'hardware sovietico fossero leggermente inferiori rispetto alle loro controparti occidentali in termini di prestazioni, il loro problema principale era generalmente la scarsa affidabilità. Il Lemz Agat, un clone dell'Apple II, era particolarmente incline ai malfunzionamenti ed i floppy disks letti da un sistema potevano essere illeggibili da altri. Un numero di Agosto della Pravda del 1985 riportava "Ci sono lamentele sulla qualità e l'affidabilità del computer". Alla fine la produzione dell'Agat venne interrotta a causa di problemi con la fornitura di componenti, come i lettori di floppies.
Il Vector-06C, distribuito nel 1986, divenne noto per la sua capacità grafica relativamente avanzata. Il Vector poteva visualizzare fino a 256 colori quando il BK-0010 aveva solo quattro colori codificati, senza tavolozze.
Nel 1987, si scoprì che Kongsberg Gruppen e Toshiba avevano venduto fresatrici CNC in Unione Sovietica in quello che divenne noto come lo scandalo Toshiba-Kongsberg. Il presidente di Toshiba si dimise e la società fu minacciata da un divieto di vendita di cinque anni nel mercato statunitense.
L'approvazione della legge sulle cooperative nel Maggio 1987 portò ad una rapida proliferazione di aziende che commerciavano computers e componenti hardware. Furono istituite molte cooperative di software che impiegarono nel 1988 fino a un quinto di tutti i programmatori sovietici. La cooperativa Technika, creata da Artëm Tarasov, riuscì a vendere il proprio software privato ad agenzie statali tra cui la Gossnab.
I computers di fabbricazione sovietica IBM compatibili furono introdotti alla fine degli anni ottanta, ma il loro costo era oltre la portata delle famiglie sovietiche. Il Poisk, distribuito nel 1989, era il computer sovietico IBM compatibile più comune. A causa delle difficoltà di produzione, nessun modello di personal computer fu prodotto in serie.
Mentre gli embarghi tecnologici occidentali venivano allentati durante gli ultimi anni della perestrojka, i sovietici iniziarono ad adottarono sempre di più i sistemi stranieri. Nel 1989, l'Istituto di tecnologia termica di Mosca acquistò da 70 a 100 sistemi IBM XT e IBM AT con microprocessori 8086. La scarsa qualità della produzione nazionale portò l'URSS a importare nel 1989 oltre 50 000 personal computer da Taiwan.
Il governo siglò accordi di importazione sempre più importanti con i produttori occidentali ma, man mano che l'economia sovietica s'indeboliva, le aziende facevano fatica ad ottenere valuta forte per pagarli e gli affari venivano rinviati od annullati: la Control Data Corporation accettò di barattare i propri computer per le cartoline di Natale sovietiche.
I gruppi per i diritti umani in Occidente fecero pressioni sul governo sovietico affinché concedesse visti di uscita a tutti gli esperti di computers che desideravano emigrare. Le autorità sovietiche alla fine cedettero alle richieste, portando a una massiccia perdita di talenti nel campo informatico.

### Anni novanta
Nell'agosto 1990 venne istituita la RELCOM, una rete di computer UUCP su linee telefoniche. La rete era collegata a EUnet attraverso Helsinki e consentiva l'accesso a Usenet. Alla fine del 1991, contava circa 20 000 utenti. Nel settembre 1990 fu creato il dominio .su.
All'inizio del 1991, l'Unione Sovietica era sull'orlo del collasso; gli ordini di approvvigionamento furono cancellati in massa e i prodotti semilavorati provenienti dagli stabilimenti informatici furono scartati poiché il crollo del sistema di approvvigionamento centralizzato ne rese impossibile il completamento. Il grande impianto informatico di Minsk cercò di sopravvivere alle nuove condizioni convertendosi alla produzione di lampadari. Le restrizioni occidentali all'esportazione delle apparecchiature informatiche civili furono revocate nel maggio 1991. Sebbene ciò permise tecnicamente ai sovietici di esportare i loro computer verso l'occidente, il loro ritardo tecnologico non offrì loro alcuno spazio nel mercato. La notizia del tentativo di colpo di Stato sovietico dell'agosto 1991 fu diffusa ai gruppi Usenet attraverso la Relcom.
Con la dissoluzione dell'Unione Sovietica, molti importanti sviluppatori e ingegneri di computer sovietici (incluso il principale architetto di processori Intel Vladimir Pentkovskij) si trasferirono all'estero. Le grandi aziende e impianti che avevano fabbricato computer per l'Armata Rossa furono chiuse. I pochi computer prodotti nei paesi post-sovietici all'inizio degli anni novanta erano destinati al mercato di consumo e venivano assemblati quasi esclusivamente con componenti stranieri. Nessuno di questi computer raggiunse grandi volumi di produzione.
I computer sovietici rimasero di uso comune in Russia fino alla metà degli anni novanta. Successivamente, i consumatori russi preferirono acquistare computer fabbricati in occidente, per la maggiore qualità percepita.

## Sanzioni occidentali
Poiché i computer erano considerati dei beni strategici dagli Stati Uniti, la loro vendita da parte dei paesi occidentali non era generalmente consentita senza un permesso speciale. A seguito dell'embargo del COCOM, le società dei paesi del blocco occidentale non poterono esportare i propri computer nell'Unione Sovietica (o sottoporli a manutenzione) senza una licenza speciale.
Anche quando le politiche del COCOM iniziarono a consentire le vendite, il governo degli Stati Uniti poteva ancora chiedere ai paesi dell'Europa occidentale di astenersi dall'esportare computer a causa di questioni di politica estera, per esempio come segno di protesta contro l'arresto di dissidenti sovietici. Le vendite di software non furono regolate in maniera rigorosa, poiché i politici occidentali capirono che il software poteva essere copiato (o contrabbandato) molto più facilmente.

## Valutazione
I progetti sovietici di software e hardware erano spesso alla pari di quelli occidentali, ma la persistente incapacità del paese di migliorare la qualità della propria produzione implicava la mancata applicazione dei progressi teorici. Il controllo di qualità, in particolare, era una delle principali debolezze dell'industria informatica sovietica.
La decisione di abbandonare lo sviluppo originale nei primi anni settanta, invece di colmare il divario con la tecnologia occidentale, viene vista come un altro fattore che fece sì che l'industria dei computer sovietica rimanesse indietro. Secondo Vlad Strukov, questa decisione distrusse l'industria informatica nazionale dell'URSS. Il ramo software seguì un percorso simile, con i programmatori sovietici che si concentrarono sulla clonazione dei sistemi operativi occidentali (inclusi DOS-360 e CP/M). Secondo Boris Babaian, la decisione presa dal governo sovietico fu costosa in termini di tempo e risorse: gli scienziati sovietici dovettero infatti studiare il software occidentale obsoleto per poi riscriverlo, spesso nella sua interezza, in modo da farlo funzionare con le macchine sovietiche.
Valerij Šilov considerò questa visione come soggettiva e nostalgica: rifiutando l'idea di un "periodo d'oro" dell'hardware informatico sovietico, sostenne che, tranne per alcuni risultati a livello mondiale, i computer sovietici erano sempre stati molto indietro rispetto ai loro equivalenti occidentali (anche prima della clonazione su larga scala). I produttori di computer di paesi come il Giappone avevano basato i loro primi computer su progetti occidentali, ma avevano un accesso illimitato alle tecnologie e alle apparecchiature di produzione straniera. Avevano inoltre concentrato la loro produzione sul mercato dei consumatori piuttosto che su quello militare, consentendo loro di raggiungere migliori economie di scala. A differenza dei produttori sovietici, acquisirono l'esperienza nella commercializzazione dei loro prodotti ai consumatori.
La pirateria di software occidentali come WordStar, SuperCalc e dBase era endemica nell'Unione Sovietica, una situazione attribuita all'incapacità dell'industria nazionale del software di soddisfare la richiesta di programmi di alta qualità. Il software non veniva condiviso come in Occidente, lasciando gli utenti scientifici sovietici altamente dipendenti dalle applicazioni disponibili presso le loro istituzioni. Il Comitato statale per il calcolo e l'informatica stimò che su 700 000 programmi informatici sviluppati nel 1986, solo 8 000 erano stati ufficialmente registrati e soltanto 500 erano ritenuti sufficientemente validi per essere distribuiti come sistemi di produzione. Secondo i ricercatori Richard W. Judy e Robert W. Clough dell'Hudson Institute, l'industria sovietica del software "non merita di essere definita un'industria".
L'Unione Sovietica, a differenza dei paesi industrializzati contemporanei come Taiwan e Corea del Sud, non creò un'industria informatica sostenibile. Robert W. Strayer attribuì questo fallimento alle carenze dell'economia pianificata sovietica, dove i ministeri monopolistici controllavano da vicino le attività di fabbriche e aziende. Tre ministeri del governo (il ministero della costruzione di strumenti, il ministero dell'industria radiofonica e il ministero dell'industria elettronica) erano responsabili dello sviluppo e della produzione di hardware per computer, ma avevano scarse risorse e responsabilità sovrapposte. Invece di condividere risorse e condividere lo sviluppo, erano bloccati in conflitti e rivalità.
Il mondo accademico sovietico continuava a fornire notevoli contributi all'informatica, come nella pubblicazione di Leonid Chačijan, "Algoritmi polinomiali nella programmazione lineare". Elbrus-1, sviluppato nel 1978, implementava un processore per l'esecuzione fuori ordine a due problemi con rinominazione del registro ed esecuzione speculativa; secondo Keith Diefendorff, questo era quasi 15 anni avanti rispetto ai processori superscalari occidentali.

## Cronologia
- Novembre 1950 – Diventa operativo il MESMM, il primo calcolatore elettronico programmabile universale realizzato in Unione Sovietica[90]
- 1958 - L''Istituto di ricerca scientifica di macchine matematiche di Erevan (RSS Armena) il computer EVM Aragac
- 1959 – Viene progettato e prodotto il Setun, un computer ternario sperimentale[15]
- 1965 – Il governo istituisce il Ministero dell'industria elettronica, ponendo fine alla supremazia del Ministero della tecnologia radio nella produzione di computer.[12]
- 1971 – Viene lanciato l'ES EVM, un mainframe basato sul sistema IBM/360.[4]
- 1974 – Il NPO Centrprogrammsistem (Центрпрограммсистем) viene istituito sotto la subordinazione del Ministero della fabbricazione di strumenti come fondo centralizzato e distributore di software.[91]
- Novembre 1975 – Il Comitato statale sulle invenzioni e le scoperte stabilisce che i programmi informatici non possono essere protetti dalla Legge sovietica delle invenzioni.[92]
- 1982 – il computer scacchistico Belle viene ritirato dallo United States Customs Service prima che possa raggiungere una fiera di scacchi di Mosca, temendone l'utilità per l'esercito sovietico.[93]
- 1984 – Aleksej Pajitnov scrive il popolare videogioco Tetris.[94]
- Agosto 1988 – Il primo virus informatico sovietico, noto come DOS-62, viene intercettato nell'Istituto di Sistemi dei programmi dell'Accademia sovietica delle scienze.[95]
- Agosto 1990 – nasce la RELCOM, una rete di computer UUCP basata sulle linee telefoniche.[68]
- 26 Dicembre 1991 – Dissoluzione dell'Unione Sovietica.[96]